# Parafia Świętych Apostołów Piotra i Pawła w Drwalewie
Parafia pw. Świętych Apostołów Piotra i Pawła w Drwalewie – parafia rzymskokatolicka należąca do dekanatu grójeckiego, archidiecezji warszawskiej, metropolii warszawskiej Kościoła katolickiego, w Drwalewie.

## Historia
Parafię erygował pomiędzy rokiem 1384 a 1394 biskup poznański Dobrogost Nowodworski. Prawdopodobnie powstała z części parafii Grójec.

### Kościół parafialny
Kościół zbudowano w latach 1768–1774 według projektu Jakuba Fontany w stylu barokowym.

## Proboszczowie
- ks. Henryk Rogala (2017–2025)[1]
- ks. Artur Patrejko (2025– ) administrator[1]